# Внешняя политика Чили
Внешняя политика Чили — общий курс Чили в международных делах. Внешняя политика регулирует отношения Чили с другими государствами. Реализацией этой политики занимается Министерство иностранных дел Чили. Дипломатическая служба Чили пользуется уважением в мире, эта страна имеет влияние далеко за пределами своего местонахождения. На протяжении многих лет Чили играет активную роль в содействии развития многосторонних дипломатических отношений в мире, а также придерживается принципов демократии и соблюдения прав человека. Из-за своей устоявшейся системы многопартийности, чилийцы имеют контакты с аналогичными партиями в Европе и участвуют в международных конференциях христианских демократов, социалистов и коммунистов. Эти контакты способствуют европейской ориентации Чили.

## Общий курс
После обретения независимости Чили принимала активное участие в международных делах. 17 сентября 1865 года чилийское правительство отказалось подчиниться испанцам, и 22 сентября испанцы объявили о блокаде морского побережья Чили. В ответ на этот враждебный акт президент Чили Хосе Хоакин Перес 25 сентября объявил войну Испании. К моменту, когда Прадо начал переговоры об антииспанском альянсе с представителями Чили, Боливии и Эквадора, чилийцам уже удалось нанести испанцам унизительное поражение: 26 ноября 1865 года в морском сражении при Папудо чилийский корвет «Эсмеральда» захватил испанскую шхуну «Ковадонга». После этого события адмирал Пареха покончил с собой, а командование эскадрой принял Касто Мендес Нуньес, командир «Нумансии».
Вторая Тихоокеанская война — война Чили (при поддержке Великобритании) против Перу и Боливии с целью захвата месторождений селитры на чужой территории, из-за чего иногда называется Селитряная война. Завоевав господство на море и взяв столицу Перу — Лиму, чилийцы одержали победу и захватили территории с месторождениями, а также лишили Боливию выхода к морю.
В девятнадцатом веке были сильны коммерческие связи Чили с Великобританией, при поддержке которой был создан военно-морской флот Чили. В культурном аспекте чилийцы были близки к Франции. Французское влияние сказалось на правовой и образовательной системе Чили и оказали решающее влияние на становление чилийской культуры, в том числе на архитектуру столицы страны, города Сантьяго. Немецкое влияние сказалось на организации и подготовке чилийских вооружённых сил, так как в стране проживало много выходцев из Германии. США были важным рынком для поставки чилийской пшеницы в Калифорнию.
В 1973 году в Чили произошёл военный переворот. Итогом переворота стала политическая изоляция страны из-за массовых нарушений прав человека. В 1990 году в Чили произошли демократические перемены, страна вновь стала участвовать в мировой политике. Президент Патрисио Эйлвин посетил с официальным визитом Европу, Северную Америку и Азию с целью восстановления политических и экономических связей. Особенно важным стало налаживание отношений с Японией, которая стала одни из крупнейших торговых партнёров Чили.
Отношения Чили с другими странами Латинской Америки значительно улучшились после демократических перемен в государстве. Тем не менее, серьезные пограничные споры все еще осложняют отношения с всеми тремя соседними странами. Победа Чили над Перу и Боливией в Тихоокеанской войне означала, что Боливия теряет провинцию Антофагаста и выход к морю, в то время как Перу потеряла свою южную провинцию Тарапака. Восстановление выхода к морю стало главной целью внешней политики Боливии и до сих пор является источником напряженности в отношениях с Чили. Эти две страны не поддерживают дипломатические отношения. В 1929 году был подписан договор, который решил основные спорные вопросы о границе с Перу, возникшие после войны, но многие перуанцы не признают условия договора. Напряженность в отношениях между двумя странами достигла опасного уровня в 1979 году, спустя столетие со дня окончания войны на Тихом океане.
Наиболее серьезным пограничным конфликтом Чили было столкновение с Аргентиной и касалось трёх спорных островов Пиктон, Леннокс и Нуэва, которые расположены к югу от пролива Бигл. Две страны договорились о передаче дела в арбитражный суд в Великобритании. В мае 1977 года королева Великобритании постановила, что острова и все смежные образования принадлежат Чили. Аргентина отказалась признать постановление и отношения между двумя странами вновь стали крайне напряженными, находясь на грани открытой войны. В 1985 году в Риме был заключен договор об урегулировании территориального спора. С началом демократических перемен в обеих странах, отношения значительно улучшились. В августе 1991 года президенты Эйлвин и Карлос Менем подписали договор, который разрешил вопросы по принадлежности двадцати двух спорных участков на границе, оставшиеся два проблемных вопроса были переданы на рассмотрение в международный арбитражный суд.